# Nathan Delfouneso
Nathan Abayomi Delfouneso (1991. február 2.), hivatásos angol labdarúgó, csatár pozícióban játszik.
Miután az Aston Villa akadémiáján levizsgázott, Delfouneso 2008-ban belépett első csapatában, ahol cserejátékosként játszott. 52 meccsből, 9 alkalommal lőtt gólt, beleértve a 2 gólt az Európa-liga 2008-2009-es kampányában. Delfounesonak sorozatja van kölcsönjátékosként az Angol labdarúgó-bajnokság (másodosztály) csapatába, miközben az Aston Villa FC, majd a Blackpool FC, a Blackburn Rovers FC és Swindon Town FC csapatában játszik. A Blackpool FC-be a negyedik alkalommal lett bejegyezve 2017-ben.
Delfouneso egy átlagos  Angol fiatal játékos volt, összesen 54 játékot játszva, 19 gólt szerezve az U16, U17, U19 és U21 szinteken.

## Karrier

### Aston Villa
Tyselley-ben, Birminghamben született Delfouneso, az Aston Villa Akadémia neveltje, aki a 2006–07-es szezonban rendszeresen játszott a klub tartalék- és akadémiai csapataiban. Tartalékcsapatban 2007 márciusában debütált, alig egy hónappal a 16. születésnapja után. Késői góljával a Villa 2–1-re nyert a Portsmouth ellen. Októberben megszerezte első gólját egy 1–1-es döntetlen során a Reading ellen. 2008 februárjában Delfouneso aláírta első profi szerződését az Aston Villával, néhány nappal azután, hogy megkapta a 14-es számú mezt az első csapatban – később a francia Onze Mondial magazin szerint ezt a számot azért választották neki, mert nagyra tartotta a csatárt, Thierry Henryt. A Fulham elleni mérkőzésre már az első csapattal utazott, de a végső 16-os keretbe nem került be.A 2007–08-as szezon végére Delfouneso 41 alkalommal lépett pályára az Akadémia csapatában, és 22 gólt szerzett.
Delfouneso először a második fordulóban, az Uefa kupa idegenbeli mérkőzésén, az izlandi FH Hafnarfjörður ellen lépett pályára cserejátékosként az első csapatban. Ezzel ő lett a legfiatalabb játékos, aki az Aston Villát európai kupasorozatban képviselte, mindössze 17 év és 195 napos korában. A visszavágón is pályára lépett a  Villa Parkban. Első alkalommal a MŠK Žilina elleni UEFA-kupa-meccsen kezdett, ahol már fél óra után egy bal lábas ollózós góllal szerzett vezetést. Második kezdő mérkőzésén, december 17-én ismét gólt szerzett, amikor az Hamburger SV otthonában szépítő találatot ért el.
Delfouneso első hazai, felnőtt szintű mérkőzését 2009. január 4-én játszotta az FA-KupaGillingham elleni összecsapásán a Priestfileld Stadiumban, melyet a Villa 2–1-re nyert meg. Első hazai, felnőtt szintű gólját egy hónappal később, február 4-én szerezte az FA Kupa negyedik fordulójának ismétlésén a Doncaster Rovers ellen a Villa Parkban, ahol a Villa 3–1-re győzött. Teljesítményét Martin O’Neill vezetőedző magas szinten dícsérte. Február 16-án arról érkezett hír, hogy a Crystal Palace menedzsere, Neil Warnockkölcsönbe vinné Delfounesót Selhurst Parkba, ám O'Neill elutasította a kérdést, mondván, hogy Warnock esélye a csatár megszerzésére „egyszerűen nulla”. Delfouneso március 15-én mutatkozott be a Premier League-ben, amikor második félidőben csereként állt be Gabriel Agbonlahor helyére a Tottenham Hotspur ellen. Második mérkőzésén a Villa Everton FC elleni 3–3-as döntetlenjén kapott lehetőséget, ahol két jó helyzetet is kialakított, de nem szerzett gólt. Május 13-án a szezon végén megkapta a Villa Ifjú Játékosa díjat mind a játékosok, mind a szurkolók szavazatai alapján. Nyolc nappal később az ő góljával kezdődött a 3–1-es győzelem a Sunderland ellen a Premiere Reserve League döntőjében.
2009. november 6-án Delfouneso új, két és fél évre szóló szerződést írt alá az Aston Villával, amely így a 2011–12-es szezon végéig kötötte a klubhoz. 2010 januárjában O'Neill elmondta, hogy Delfouneso és fiatal társai, Marc Albrighton és Ciaran Clark sok kölcsönajánlatot kaptak különböző kluboktól. Ugyanakkor kiemelte, hogy bízik abban, hogy a trió elég jó ahhoz, hogy fontos kerettagként maradjanak az Aston Villa első csapatának közelében. Első bajnoki gólját április 18-án szerezte, amikor csereként beállva a Portsmouth ellen 2–1-re megnyert mérkőzésen betalált a Fratton Parkban.
2010. november 6-án Delfouneso először kezdett a Premier League-ben, amikor az Emile Heskey, John Carew és Agbonlahor sérülései miatt a Fulham ellen játszott. A mérkőzést 88 percig játszotta, ami 1–1-es döntetlennel zárult. 2010. november 10-én megszerezte második Premier League-gólját is, amikor a Villa Parkban 3–2-re megverték a Blackpoolt. Az adott szezon végére összesen 16 mérkőzésen lépett pályára és két gólt szerzett minden sorozatot tekintve. 2014. május 20-án az Aston Villa X-oldalán bejelentették, hogy Delfouneso és Marc Albrighton szerződését nem hosszabbítják meg, így szabadon igazolhatóvá váltak a 2014-15-ös szezonra.

#### Kölcsönjátékok a Championshipben
2011. március 8-án Delfouneso a Football league Championshipben szereplő Burnley FC-hez írt alá kölcsönszerződést a szezon végéig. Ugyanezen a napon debütált a Hull City, KC Stadionjában. Első kezdőként pályára lépve már az ötödik percben gólt szerzett az Aston Villától kölcsönben játszó csapattársa, Brad Guzan kapujába. 2012. január 23-án Delfouneso egy hónapos kölcsönszerződést kötött a Leicester City FC-vel. Öt mérkőzésen lépett pályára a Rókák csapatában, mindegyiken csereként, de gólt nem szerzett. 
2012. augusztus 31-én Delfouneso egy évre írt alá kölcsönszerződést a Championshipben szereplő Blackpoolhoz. Másnap, augusztus 1-jén 66. percben csereként debütált a King Power Stadionban, a Leicester City elleni 1–0-s vereségen. Első góljait szeptember 18-án szerezte a klub színeiben, amikor kétszer is betalált a Middlesbrough FC ellen 4–1-re megnyert meccsen. 2013. augusztus 16-án megerősítették, hogy Delfouneso ismét kölcsönben játszik Blackpoolban, ezúttal fél évre szóló szerződéssel. Második idényében 11 bajnoki mérkőzésen szerepelt a Bloomfield Roadben, mielőtt 2 014. január 2-án visszatért az anyaklubjához.
2013. január 30-án Delfouneso a 2013–14-es szezon végéig kölcsönbe csatlakozott a Coventry Cityhez. A kölcsönszerződés alatt a fizikai állapota miatt nehézségei voltak, 14 bajnokin mindössze két gólt szerzett. Első gólját márciusban a Walsall ellen érte el, második, egyben utolsó gólját pedig a 2013–14-es szezon végén a Bramall Lane-ben elszenvedett 2–1-es vereség során szerezte. Számítottak még neki egy gólt a Wolverhampton Wanderers elleni meccsen is, de azt később Danny Batth öngóljának jegyezték fel.

### Visszatérés a Blackpoolhoz
Két kölcsönszerződés után 2014 júliusában Delfouneso egy évre szóló szerződést kötött a Blackpoollal, amelyhez egy plusz egyéves opció is tartozott. Új időszakában először augusztus 9-én kezdett a klub színeiben. 2015 májusában elengedték a csapattól.

### Blackburn Rovers, Bury (kölcsön) és Swindon
2015. augusztus 6-án, miután elengedték a Blackpooltól, Delfouneso egyéves szerződést írt alá a Blackburn Roversszel, és megkapta a 7-es számú mezt. 2015. augusztus 11-én megszerezte első gólját a Rovers színeiben, egy fejes gólt a Shrewsbury Town ellen az Ewood Parkban, bár a csapat 2–1-es vereséget szenvedett a Football League Cup első fordulójában. Második gólját augusztus 15-én szerezte Huddersfieldben, a Championship egyik mérkőzésén. 2016. március 18-án Delfouneso kölcsönbe csatlakozott a Buryhoz április 19-ig.
2016. augusztus 18-án Delfouneso aláírt a Swindon Townnal a 2016–17-es szezon végéig.

### Visszatérés Blackpoolhoz
2017. január 21-én Delfouneso másodszor, összességében pedig negyedszer írt alá végleges szerződést a Blackpoollal a 2016–17-es szezon végéig. A Blackpool a 2017–18-as szezon végén élt az opciójával, és meghosszabbította a szerződését.
2019 májusában új, két évre szóló szerződést kötött a Blackpoollal.

### Bolton Wanderers
2020. augusztus 6-án Delfouneso két évre szóló szerződést írt alá a Bolton Wanderers FC csapatával. A felkészülési időszakban négy gólt szerzett, majd szeptember 5-én debütált tétmérkőzésen a Bolton szezonnyitó mérkőzésén, ahol az EFL Kupa első fordulójában hazai pályán 2–1-re kikaptak a Bradford Citytől. Október 3-án szerezte első hivatalos gólját, amely a Bolton második találata volt a Harrogate Town elleni 2–1-es győzelem során.

### Bradford City (kölcsön)
2022. január 31-én Delfouneso kölcsönben csatlakozott az EFL League Two-ban szereplő Bradford Cityhez a 2021–22-es szezon hátralévő részére. Május 3-án a Bolton bejelentette, hogy a játékos szerződésének lejártával távozik a klubtól.

### Accrington Stanley
2022. szeptember 20-án Delfouneso rövid távú szerződést írt alá a League One-ban szereplő Accrington Stanley csapatához.2023. január 20-án távozott a klubtól.

### AFC Fylde
2023. március 18-án Delfouneso rövid távú szerződést írt alá az AFC Fylde csapatával.

### Hednesford Town
2024. február 16-án, a Chorley-nál eltöltött rövid időszak után négy másik játékossal együtt csatlakozott a Hednesford Townegyütteséhez.

## Nemzetiközi karrier
Nemzetközi színtéren Delfouneso először az Angol U16-os válogatottban tűnt fel – ezen időszak alatt nyolc mérkőzésen lépett pályára és három gólt szerzett, melyből kettőt a 2006-os Victory Shield tornán. 2007 októberében az Angol U17-es csapatban debütált, és egy mesterhármast ért el a Málta elleni 6–0-s győzelem során.
Delfouneso az Angol U19-es válogatottban 2008. október 8-án mutatkozott be az UEFA-bajnoki selejtezőn Albánia ellen. A csatár a 18. percben állt be, és megszerezte a második gólt a magabiztos, 3–0-s győzelem alkalmával. A 2009-es UEFA U19-es Európa-bajnokság elődöntőjében Franciaország ellen ismét két gólt szerzett, ezzel segítve Angliát a döntőbe jutásban.
2010. február 22-én Delfouneso megkapta első behívóját az Angol U21-es válogatottba. Március 3-án debütált is a csapatban, és gólt szerzett Görögország ellen, bár a mérkőzés 2–1-es vereséggel végződött.
Delfouneso bekerült a 2010-es UEFA U19-es Európa-bajnokság végső, 18 fős keretébe, amelyet Franciaországban rendeztek meg.
2011 márciusában, a Deepdale Stadionban, egy barátságos mérkőzésen Izland ellen szerezte meg második U21-es válogatott gólját, de a találkozót 2–1-re elveszítették.
Harmadik gólját az angol U21-es csapatban 2011. szeptember 5-én szerezte, amikor az Oakwell Stadionban 4–1-re legyőzték Izraelt.

## Statisztikák
| Klub                  | Szezon       | Bajnokság                                         | Bajnokság | Bajnokság | FA-Kupa | FA-Kupa | Ligakupa | Ligakupa | Egyéb | Egyéb | Összesen | Összesen |
| Klub                  | Szezon       | Liga                                              | Meccs     | Gól       | Meccs   | Gól     | Meccs    | Gól      | Meccs | Gól   | Meccs    | Gól      |
| --------------------- | ------------ | ------------------------------------------------- | --------- | --------- | ------- | ------- | -------- | -------- | ----- | ----- | -------- | -------- |
| Aston Villa FC        | 2008-09      | Premier League                                    | 4         | 0         | 3       | 1       | 0        | 0        | 6     | 2     | 13       | 3        |
| Aston Villa FC        | 2009-10      | Premier League                                    | 9         | 1         | 3       | 2       | 1        | 0        | 0     | 0     | 13       | 3        |
| Aston Villa FC        | 2010-11      | Premier League                                    | 11        | 1         | 2       | 1       | 2        | 0        | 2     | 0     | 17       | 2        |
| Aston Villa FC        | 2011-12      | Premier League                                    | 6         | 0         | 0       | 0       | 2        | 1        | —     | —     | 8        | 1        |
| Aston Villa FC        | 2012-13      | Premier League                                    | 1         | 0         | —       | —       | 0        | 0        | —     | —     | 1        | 0        |
| Aston Villa FC        | Összesen     | Összesen                                          | 31        | 2         | 8       | 4       | 5        | 1        | 8     | 2     | 52       | 9        |
| Burnley FC            | 2010-11      | Championship                                      | 11        | 1         | —       | —       | —        | —        | —     | —     | 11       | 1        |
| Leicester City FC     | 2011-12      | Championship                                      | 4         | 0         | 1       | 0       | —        | —        | —     | —     | 5        | 0        |
| Blackpool FC          | 2012-13      | Championship                                      | 41        | 6         | 2       | 1       | —        | —        | —     | —     | 43       | 7        |
| Blackpool FC          | 2013-14      | Championship                                      | 11        | 0         | —       | —       | —        | —        | —     | —     | 11       | 0        |
| Blackpool FC          | Összesen     | Összesen                                          | 52        | 6         | 2       | 1       | 0        | 0        | —     | —     | 54       | 7        |
| Coventry City FC      | 2013-14      | League One                                        | 14        | 3         | —       | —       | —        | —        | —     | —     | 14       | 3        |
| Blackpool FC          | 2014-15      | Championship                                      | 38        | 3         | 1       | 0       | 1        | 0        | —     | —     | 40       | 3        |
| Blackburn Rovers FC   | 2015-16      | Championship                                      | 15        | 1         | 0       | 0       | 1        | 1        | —     | —     | 16       | 2        |
| Bury FC               | 2015-16      | League One                                        | 4         | 0         | —       | —       | —        | —        | —     | —     | 4        | 0        |
| Swindon Town FC       | 2016-17      | League One                                        | 18        | 1         | 2       | 1       | 0        | 0        | 4     | 1     | 24       | 3        |
| Blackpool FC          | 2016-17      | League Two                                        | 18        | 5         | —       | —       | —        | —        | 2     | 1     | 20       | 6        |
| Blackpool FC          | 2017-18      | League One                                        | 40        | 9         | 1       | 0       | 1        | 0        | 4     | 0     | 46       | 9        |
| Blackpool FC          | 2018-19      | League One                                        | 39        | 7         | 3       | 0       | 3        | 0        | 0     | 0     | 45       | 7        |
| Blackpool FC          | 2019-202     | League One                                        | 28        | 3         | 4       | 4       | 1        | 0        | 2     | 0     | 35       | 7        |
| Blackpool FC          | Összesen     | Összesen                                          | 125       | 24        | 8       | 4       | 5        | 0        | 8     | 1     | 146      | 29       |
| Bolton Wanderers FC   | 2020-21      | League Two                                        | 44        | 6         | 1       | 2       | 1        | 0        | 1     | 0     | 47       | 8        |
| Bolton Wanderers FC   | 2021-22      | League One                                        | 11        | 0         | 2       | 0       | 2        | 0        | 5     | 2     | 20       | 2        |
| Bolton Wanderers FC   | Összesen     | Összesen                                          | 55        | 6         | 3       | 2       | 3        | 0        | 6     | 2     | 67       | 10       |
| Bradford City AFC     | 2021-22      | League Two                                        | 6         | 0         | 0       | 0       | 0        | 0        | 0     | 0     | 6        | 0        |
| Accrington Stanley FC | 2022-23      | League One                                        | 4         | 0         | 1       | 0       | 0        | 0        | 2     | 0     | 7        | 0        |
| Flyde FC              | 2022-23      | National League North (angol labdarúgó-bajnokság) | 7         | 1         | —       | —       | —        | —        | —     | —     | 7        | 1        |
| Career total          | Career total | Career total                                      | 384       | 48        | 26      | 12      | 15       | 2        | 28    | 6     | 453      | 68       |

## Díjak
Aston Villa
- Angol labdarúgó-ligakupa befutó: 2009-10[39]

Blackpool
- EFL League Two rájátszások: 2017[40]

Anglia U16
- Victory Shield: 2006[41]

Anglia U19
- 2009-es U19-es labdarúgó-Európa-bajnokság befutó: 2009[42]

Egyéni
- Aston Villa év fiatal játékosa: 2008-09, 2009-10[forrás?]
- 2009-es U19-es labdarúgó-Európa-bajnokság aranycipő: 2009[forrás?]

## Külső hivatkozások
- Nathan Delfouneso pályafutásának statisztikái a Soccerbase oldalon (angolul)